# Osum
Osum este un râu situat în partea sudică a Albaniei. Izvorăște din partea sudică a districtului Korçë, nu departe de satul Vithkuq. Nu departe de orașul Kuçovë, Osum confluează cu râul Devoll, cursul de apă rezultat se numește Seman și are ca loc de vărsare Marea Adriatică. Localități traversate: Vithkuq, Çepan,  Çorovodë, Poliçan, Berat, Ura Vajgurore.